# エクシブ投資顧問
エクシブ投資顧問（えくしぶとうしこもん、英文社名：EXIV INVESTMENT ADVISARY）は、2015年8月20日に設立された日本の独立系投資助言業者。運営法人は株式会社インベストジャパン（英文名：INVEST Co.,Ltd.）。

## 沿革
- 2016年7月11日 - 証券取引法下で、関東財務局に投資助言・代理業の登録
- 2023年10月10日 - 代表取締役に、野村證券出身の河端哲朗が就任
- 2024年5月30日 - 株式会社インベストジャパンに商号変更

## 概要
- サイト名 - エクシブ投資顧問
- 事業内容 - 投資助言代理業
- 保有登録 - 関東財務局長（金商） 第2937号

## 組織
- 取締役
- コンプライアンス部
- 内部監査部
- 営業部
- 顧問（弁護士・行政書士・税理士・会計士）